# رجینا کینگ
رجینا کینگ (به انگلیسی: Regina King)(زاده ۱۵ ژانویه ۱۹۷۱) کارگردان و بازیگر سینما و تلویزیون آمریکایی است وی برنده جایزه اسکار بهترین بازیگر نقش مکمل زن برای فیلم شده‌است.

## زندگی شخصی
کینگ در لس‌آنجلس زاده شد. مادرش گلوریا معلم و پدرش توماس کینگ متخصص برق است. پدر و مادرش در سال ۱۹۷۹ از هم جدا شدند. هم‌چنین رجینا دارای یک خواهر به نام رینا کینگ است.
رجینا و رینا در زبان ایتالیایی و اسپانیایی به معنای «ملکه» است. کینگ مراحل تحصیل را در دبیرستان وست‌چستر کالیفرنیا و دانشگاه کالیفرنیای جنوبی گذراند.
کینگ در ۲۳ آوریل ۱۹۹۷ با یان الکساندر ازدواج کرد. پسر آن‌ها (که نام او هم یان الکساندر است) در تاریخ ۱۹ ژانویه ۱۹۹۶ زاده شده بود و در سال ۲۰۲۲ در روز تولدش به علت خودکشی درگذشت. کینگ در ۸ نوامبر ۲۰۰۶ به علت «بدرفتاری بدنی، اعتیاد به مواد مخدر و زناکاری» از همسرش به صورت رسمی جدا شد.

## سیاست
او یکی از حامیان سرسخت باراک اوباما است. در طول انتخابات ریاست جمهوری او در کمپین اوباما به فعالیت و تبلیغات می‌پرداخت.

## زندگی حرفه‌ای
کینگ کارش را در سال ۱۹۸۵ با بازی در نقش دختر مارلا گیبس در سریال تلویزیونی ۲۲۷ آغاز کرد. این سریال تا سال ۱۹۹۰ طول کشید. سپس در فیلم‌های Boyz n the Hood, Poetic Justice and Higher Learning بازی کرد. در سال ۱۹۹۵ او در فیلم کمدی جمعه به ایفای نقش پرداخت. در سال ۱۹۹۶ او در کنار تام کروز در یک فیلم کمدی و عاشقانه بازی کرد.
او در اسکار نود یکم برای فیلماگر خیابان بیل می‌توانست حرف بزند برنده جایزه بهترین بازیگر نقش مکمل زن شد.

## فیلمشناخت
- پسرا و محله (1991)
- عدالت شاعرانه (1993)
- آموزش برتر (1995)
- جمعه (1995)
- A Thin Line Between Love and Hate (1996)
- جری مگوایر (1996)
- دشمن ملت (1998)
- How Stella Got Her Groove Back (1998)
- جو یانگ نیرومند (1998)
- Love and Action in Chicago (1999)
- اگر این دیوارها می‌توانستند صحبت کنند ۲ (2000)
- پایین به زمین (2001)
- مهدکودک بابا (2003)
- قانوناً بلوند ۲: قرمز، سفید و بلوند (2003)
- داستان سیندرلا (2004)
- ری (2004)Ry Caheks
- دختر شایسته اخلاق ۲: مسلح و شگفت‌انگیز (2005)
- The Boondocks (2005–present)
- مورچه‌کش (2006)
- This Christmas (2007)
- 24  (2007)
- Year of the Dog (2007)
- بهترین مثال (2008)
- Southland (2009–Present)
- عروسی خانوادگی ما (2010)
- Last Friday (2011)